# Comuna Palanka, Tomașpil
Palanka (în ucraineană Паланка) este o comună în raionul Tomașpil, regiunea Vinnița, Ucraina, formată din satele Kaseanivka, Palanka (reședința) și Vapnearkî.

## Demografie
Componența lingvistică a satului Palanka
     Ucraineană (97,29%)
     Rusă (2,41%)
     Alte limbi (0,15%)
Conform recensământului din 2001, majoritatea populației satului Palanka era vorbitoare de ucraineană (97,29%), existând în minoritate și vorbitori de rusă (2,41%).